# (30439) Moe
(30439) Moe (2000 MB) – planetoida z pasa głównego asteroid okrążająca Słońce w ciągu 3,92 lat w średniej odległości 2,48 j.a. Odkryta 21 czerwca 2000 roku.